# Vaneeckeia concentrica
Vaneeckeia concentrica är en fjärilsart som beskrevs av Matsumura 1927. Vaneeckeia concentrica ingår i släktet Vaneeckeia och familjen tandspinnare. Inga underarter finns listade i Catalogue of Life.